# Fancy (chanson)
Pour l’article homonyme, voir Fancy.
Singles de Iggy Azalea
Change Your Life
(2013) Problem
(2014)
Singles par Charli XCX
SuperLove
(2013) Boom Clap
(2014)
Fancy est une chanson interprétée par la rappeuse australienne Iggy Azalea issue de son premier album studio, The New Classic (2014). Le titre en collaboration avec la chanteuse britannique Charli XCX sort en tant que quatrième single de l'album le 17 février 2014. Publié par Island Records, le single atteint la première position du Billboard Hot 100 aux États-Unis, une première pour la chanteuse. Iggy reprend l'intégralité de sa chanson Leave It datant de 2013.

## Vidéoclip
Le clip vidéo a été tourné à Los Angeles en février 2014 par Director X et est sorti le 4 mars 2014 sur sa chaîne VEVO. Les décors sont inspirés du film Clueless avec Iggy Azalea jouant Cher Horowitz et Charli XCX jouant Tai Frasier[source secondaire souhaitée]. Le 18 octobre 2020 il a dépassé le milliard de vues sur YouTube ce qui en fait le deuxième clip d’une rappeuse, après I Like it de Cardi B, a atteindre ce record[source secondaire nécessaire].

## Liste des pistes
- Téléchargement numérique

1. Fancy (featuring Charli XCX) – 3:19

- Téléchargement numérique – Remixes EP

1. Fancy (featuring Charli XCX) [Riddim Commission Remix] – 4:43
2. Fancy (featuring Charli XCX) [Massappeals Remix] – 3:42
3. Fancy (featuring Charli XCX) [Dabin & Apashe Remix] – 3:55
4. Fancy (featuring Charli XCX) [Instrumental] – 3:24

- Téléchargement numérique – Remix

1. Fancy (featuring Charli XCX) [Yellow Claw Remix] – 3:36

## Classement hebdomadaire
| Classement (2014)               | Meilleure position |
| ------------------------------- | ------------------ |
| Australie (ARIA)                | 5                  |
| Australie (Urban ARIA)          | 1                  |
| Belgique (Flandre Ultratip 100) | 9                  |
| Canada (Hot 100)                | 1                  |
| Écosse (OCC)                    | 5                  |
| États-Unis (Hot 100)            | 1                  |
| États-Unis (Dance Club Songs)   | 1                  |
| États-Unis (R&B/Hip-Hop Songs)  | 1                  |
| États-Unis (Rap Songs)          | 1                  |
| États-Unis (Pop Airplay)        | 1                  |
| France (SNEP)                   | 21                 |
| Irlande (IRMA)                  | 12                 |
| Nouvelle-Zélande (RMNZ)         | 1                  |
| Royaume-Uni (UK R&B Chart)      | 2                  |
| Royaume-Uni (UK Singles Chart)  | 5                  |
| Suède (Sverigetopplistan)       | 23                 |